# Gelopellis purpurascens
Gelopellis purpurascens är en svampart som beskrevs av G.W. Beaton & Malajczuk 1986. Gelopellis purpurascens ingår i släktet Gelopellis och familjen Claustulaceae.   Inga underarter finns listade i Catalogue of Life.